# Herbert Wehner
Herbert Wehner, nemški politik, * 11. julij 1906, † 19. januar 1990.

## Življenjepis
Wehner je leta 1927 vstopil v Komunistično partijo Nemčije, leta 1931 pa postal član CK KPN.
V letih 1927–28 je bil poročen z igralko Lotte Loebinger, kasneje pa s političarko Greto Wehner.
Po drugi svetovni vojni je postal eden od voditeljev Socialdemokratske stranke Nemčije.